# FC Dinamo București în sezonul 1948-1949
Sezonul 1948-49 este primul sezon pentru Dinamo București în campionatul național de fotbal. Echipa proaspăt înființată joacă sub denumirea Dinamo A. Este adus pentru postul de antrenor principal Coloman Braun-Bogdan, fost selecționer al naționalei, iar din lotul de jucători fac parte între alții Angelo Niculescu, fost jucător la FC Craiova și Carmen București, care avea să-și încheie cariera la finalul sezonului, sau Titus Ozon.
Dinamo avea să încheie pe locul 8, cu 28 de puncte. 
În același sezon, echipa a doua a clubului, Dinamo B, s-a clasat pe prima poziție a seriei a 2-a din eșalonul secund, dar nu a avut drept de promovare în Divizia A, deoarece era a doua reprezentantă din același oraș a aceluiași club.

## Rezultate
| Divizia A | Divizia A          | Divizia A              | Divizia A | Divizia A |
| Etapa     | Data               | Adversar               | Stadion   | Rezultat  |
| --------- | ------------------ | ---------------------- | --------- | --------- |
| 1         | 22 august 1948     | Jiul Petroșani         | acasă     | 4-1       |
| 2         | 28 august 1948     | Metalochimic București | acasă     | 5-3       |
| 3         | 5 septembrie 1948  | CSM Mediaș             | deplasare | 1-1       |
| 4         | 9 septembrie 1948  | CFR București          | acasă     | 0-1       |
| 5         | 19 septembrie 1948 | Universitatea Cluj     | deplasare | 1-1       |
| 6         | 23 septembrie 1948 | Politehnica Timișoara  | acasă     | 3-2       |
| 7         | 3 octombrie 1948   | ICO Oradea             | deplasare | 1-2       |
| 8         | 16 octombrie 1948  | RATA Târgu Mureș       | acasă     | 2-2       |
| 9         | 6 noiembrie 1948   | Petrolul București     | deplasare | 1-3       |
| 10        | 14 noiembrie 1948  | ITA Arad               | acasă     | 2-0       |
| 11        | 21 noiembrie 1948  | CSCA București         | deplasare | 1-0       |
| 12        | 28 noiembrie 1948  | CFR Cluj               | acasă     | 1-0       |
| 13        | 5 decembrie 1948   | CFR Timișoara          | deplasare | 0-2       |
| 14        | 27 februarie 1949  | Jiul Petroșani         | deplasare | 2-3       |
| 15        | 19 martie 1949     | Metalochimic București | deplasare | 4-1       |
| 16        | 27 martie 1949     | Gaz Metan Mediaș       | acasă     | 1-2       |
| 17        | 2 aprilie 1949     | CFR București          | deplasare | 2-5       |
| 18        | 10 aprilie 1949    | CSU Cluj               | acasă     | 2-2       |
| 19        | 17 aprilie 1949    | CSU Timișoara          | deplasare | 3-1       |
| 20        | 28 mai 1949        | ICO Oradea             | acasă     | 5-2       |
| 21        | 15 iunie 1949      | RATA Târgu Mureș       | deplasare | 2-2       |
| 22        | 11 iunie 1949      | Petrolul București     | acasă     | 3-5       |
| 23        | 19 iunie 1949      | ITA Arad               | deplasare | 0-4       |
| 24        | 29 iunie 1949      | CSCA București         | acasă     | 3-3       |
| 25        | 3 iulie 1949       | CFR Cluj               | deplasare | 5-2       |
| 26        | 9 iulie 1949       | CFR Timișoara          | acasă     | 1-0       |

| Cupa României | Cupa României     | Cupa României | Cupa României | Cupa României |
| Etapa         | Data              | Adversar      | Stadion       | Rezultat      |
| ------------- | ----------------- | ------------- | ------------- | ------------- |
| șaisprezecimi | 4 septembrie 1949 | Arsenal Sibiu | deplasare     | 1-2           |

| Legendă    |
| ---------- |
| victorie   |
| egal       |
| înfrângere |

## Echipa
Formația standard: Petre Ivan (Gheorghe Lăzăreanu) - Florian Ambru, Caius Novac (Cornel Simionescu) - Dumitru Ignat, Angelo Niculescu (Gheorghe Teodorescu), Ion Șiclovan - Iuliu Farkaș, Titus Ozon, Carol Bartha (Marin Apostol), Jack Moisescu, Vasile Naciu (Alexandru Petculescu).